# 김병시
김병시(金炳始, 1832년~1898년)는 조선 후기의 문신이자 의정대신으로 자는 성초(聖初), 호는 용암(蓉庵), 시호는 충문(忠文)이다. 본관은 안동이다. 주로 무관직을 지냈고, 개화당의 갑신정변을 저지하는 입장을 취하였다. 동학농민군 봉기시 청국과 일본군을 끌어들이자는 주장을 반대하였고, 농민전쟁 이후 폐정개혁을 추진했으며, 단발령은 반대하였다.

## 생애
1855년(철종 6) 정시문과에 을과로 급제하여 1860년 교리(校理), 1862년 이조참의(吏曹參議), 이어서 도승지와 총융사(摠戎使)․무영도통사(武營都統使).우포도대장(右浦盜大將).좌포도대장(左浦盜大將) 등의 무관직을 역임하고 1870년(고종 7) 충청도관찰사가 되었다. 이후 이조참판과 홍문관제학과 의정부우참찬을 지낸 뒤 이조․호조.예조.병조.형조.공조의 판서와 판의금부사를 거쳐, 1882년 임오군란으로 흥선대원군이 잠시 재집정했을 때에는 삼군부지사(三軍府知事)가 되었다. 1884년 김옥균(金玉均) 등의 개화당 인사들이 갑신정변을 일으키자, 보수당원(保守黨員)으로서 그들과 대결, 청나라의 세력을 끌어들여 개화당을 몰아내고, 사대당 중심의 내각을 조직, 외무아문독판(外務衙門督辦)에 취임하여 전권대신(全權大臣)으로 이탈리아․영국․러시아와 수호통상조약을 체결하였다. 우의정·좌의정을 거쳐, 1894년의 동학농민운동 때 조정의 관리들은 청군을 끌어들어야 된다, 일본군을 끌어들여야 된다로 나뉘었으나 그는 청․일(淸日) 양군의 개입을 극력 반대하였다. 그러나 뜻을 이루지 못하였다. 농민운동 후 폐정 개혁을 적극 주장하여 교정청(校正廳)을 설치하게 하고 영의정이 되었으나, 청일전쟁이 일어나자 사임하여 군국기무처독판(軍國機務處督辦)에 취임하고, 이것이 중추원으로 개편됨에 따라 그 의장이 되었다. 1896년(건양 1년) 아관파천(俄館播遷)으로 왕과 왕세자가 러시아 공관으로 들어간 직후 친로파 중심의 내각이 조직되어 내각총리대신에 임명되었으나 취임하지 않았다. 사대당 보수파로서 개국(開國)을 반대하고, 1895년의 단발령에도 특진관(特進官)으로 있으면서 이를 반대하였다.
문집에 《용암집》이 있다.

## 가족 관계
- 고조부 : 김달행(金達行)
  - 증조부 : 김이경(金履慶)
    - 할아버지 : 김명순(金明淳)
      - 백부 : 김홍근(金弘根)
        - 사촌 : 김병계(金炳桂)
          - 조카 : 김성규(金性圭)

        - 숙부 : 김흥근(金興根)
          - 사촌 : 김병덕(金炳德)
            - 조카 : 김종규(金宗圭)

      - 아버지 : 김응근(金應根)
        - 부인 : 홍종서의 딸
          - 아들 : 김용규(金容圭)
            - 손자 : 김태진(金泰鎭)
            - 손자 : 김승진(金昇鎭)
            - 손자 : 김풍진(金豊鎭)
            - 손자 : 김복진(金復鎭)

          - 장녀 : 서상윤에게 출가
          - 서자 : 김택규(金宅圭)
          - 서자 : 김복규(金宓圭)